# Enoplomischus
Enoplomischus är ett släkte av spindlar. Enoplomischus ingår i familjen hoppspindlar.
Kladogram enligt Catalogue of Life:
| Enoplomischus | \| \| Enoplomischus ghesquierei \| \| \| \| \| \| Enoplomischus spinosus \| \| \| \| |
|               | \| \| Enoplomischus ghesquierei \| \| \| \| \| \| Enoplomischus spinosus \| \| \| \| |
|               | Enoplomischus ghesquierei                                                            |
|               |                                                                                      |
|               | Enoplomischus spinosus                                                               |
|               |                                                                                      |